# El mejo
El mejo è una raccolta del gruppo musicale italiano Pitura Freska, pubblicata nel 2010.

## Descrizione
La raccolta contiene una selezione dei brani di successo del gruppo suonati dal vivo, presentato al pubblico nel 2009 con lancio nelle edicole di tutto il Veneto.

## Tracce
1. Le sòrti de un pianeta
2. La pianta
3. Olanda
4. Papa nero
5. Alè Rasta
6. Fiaba borghese
7. Picinin
8. Doc
9. Na bruta banda
10. Bienal
11. Indiani
12. Crudele
13. Pin Floi

## Formazione
- Sir Oliver Skardy - voce
- Cristiano Verardo - chitarra
- Francesco Duse - chitarra
- Marco Forieri - sassofono
- Valerio Silvestri - tromba